# Huge in France
Huge in France è una serie televisiva di Netflix con Gad Elmaleh nel ruolo di un attore francese che si trasferisce a Los Angeles per essere più vicino a suo figlio.

## Trama
Gad Elmaleh, o semplicemente Gad, è un comico molto popolare in Francia che ha deciso di trasferirsi a Los Angeles per avvicinarsi al figlio, Luke. Luke aspira a diventare un modello mentre sua madre Vivian è un'aspirante influencer sui social media. Il fidanzato di Vivian è Jason Alan Ross, un attore in pensione che sta facendo da mentore a Luke come modello.
Gad insieme al suo assistente, Brian, escogita vari piani per interrompere il rapporto tra Jason e la sua vecchia famiglia.

## Episodi
| Stagione       | Episodi | Pubblicazione USA | Pubblicazione Italia |
| -------------- | ------- | ----------------- | -------------------- |
| Prima stagione | 8       | 2019              | 2019                 |